# People Are Alike All Over
People Are Alike All Over este episodul 25 al serialului american Zona crepusculară.

## Prezentare

### Intriga
O rachetă pilotată de doi astronauți pleacă într-o misiune pe Marte. Marcusson, un optimist, consideră că natura omului este aceeași, indiferent unde s-ar afla. Partenerul său de zbor, Conrad, are un punct de vedere mai cinic asupra naturii umane. Impactul aterizării pe Marte este atât de puternic încât Marcusson este grav rănit. Conștient că este muribund, Marcusson îl cere colegului său să deschidă ușa navei astfel încât să poată vedea pentru ce și-a sacrificat viața. Conrad refuză, speriat de ce i-ar putea așteptat afara, iar Marcusson moare.
Singur, Conrad sesizează un sunet ritmic reverberând pe carena navei. Pregătit să întâlnească o creatură extraterestră violentă, teama sa se transformă în bucurie când, după ce deschide trapa, marțienii au formă umană, au capacitatea de a citi gândurile și par prietenoși în special frumoasa Teenya, care îl întâmpină și îl liniștește. Ospitalieri, locuitorii își conduc oaspetele de onoare la reședința sa - un spațiu de locuit mobilat, identic cu cele de pe Pământ (mai precis, identic cu apartamentul tipic al unei familii din clasa de mijloc din America anilor 1960). Localnicii părăsesc locuința. Conrad îi întreabă dacă o va mai vedea pe Teenya, iar unul dintre marțieni îl asigură că o va revedea
Acesta se relaxează, dar descoperă curând că apartamentul său nu are ferestre și ușile nu pot fi deschise. Unul dintre pereți este ridicat, iar Conrad realizează că este într-o cușcă dintr-o grădină zoologică marțiană. Observă un semn în fața cuștii care spune „Creatură pământeană în habitatul său natural” și îl aruncă pe podea, în timp ce Teenya pleacă în lacrimi.
În scena finală, Conrad se prinde de gratii și strigă către cer: „Marcusson! Marcusson, ai avut dreptate! Ai avut dreptate. Oamenii sunt la fel... oamenii sunt la fel peste tot!”.